# Barbara Jordan (tenisačica)
Barbara Jordan, ameriška tenisačica, * 2. april 1957, Milwaukee, ZDA.
Barbara Jordan je največji uspeh kariere dosegla z zmago na turnirju Grand Slam za Odprto prvenstvo Avstralije leta 1979, ko je v finalu v dveh nizih premagala Sharon Walsh. Na turnirjih za Odprto prvenstvo Anglije in Odprto prvenstvo ZDA se ji je najdlje uspelo uvrstiti v drugi krog, na turnirjih za Odprto prvenstvo Francije pa v drugi krog. Zmago na turnirju Grand Slam je dosegla tudi v mešanih dvojicah, ko je leta 1983 skupaj s Eliotom Teltscherjem osvojila turnir za Odprto prvenstvo Francije.

## Posamični finali Grand Slamov (1)

### Zmage (1)
| Leto | Turnir                      | Nasprotnica v finalu | Rezultat finala |
| 1979 | Odprto prvenstvo Avstralije | Sharon Walsh         | 6–3, 6–3        |